# Второе Роченсальмское сражение
Второе Роченса́льмское сражение — морское сражение в ходе русско-шведской войны (1788—1790), произошедшее 28—29 июня (9—10 июля) 1790 года в проливе Балтийского моря Роченсальм (Руотсинсальми) между островами Котка, Муссало и Кутсало. Шведские военно-морские силы нанесли сокрушительное поражение русскому армейскому флоту, что привело к почётному для шведов окончанию практически уже выигранной Россией войны. Второе Роченсальмское сражение явилось последним крупным сражением гребных флотов и крупнейшим в истории сражением на Балтийском море.

## Предыстория
Военно-политические обстоятельства, сложившиеся к 1788 году, — в частности, передислокация части российского Балтийского флота на Чёрное море, вызванная войной России с Османской империей — побудили шведского короля Густава III начать войну против Российской империи. Кроме того, победоносная война с Россией должна была, по замыслу Густава, отвлечь внимание населения Швеции от внутренних политико-экономических неурядиц, а также выставить монарха, получившего абсолютную власть в результате государственного переворота, в образе «короля-героя» в глазах шведской нации.
Главной стратегической целью Густава III было отвоевание финских территорий, утраченных Швецией в результате предыдущей Русско-шведской войны (1741—1743). В 1788 году, намереваясь воспользоваться ослаблением позиций России на балтийском плацдарме, король Швеции начал морскую кампанию в Финском заливе; отсюда он планировал атаковать Кронштадт и Санкт-Петербург. Боевой дух сухопутной шведской армии был подорван внутриармейскими политическими разногласиями, поэтому Густав был вынужден почти целиком положиться на флот и на только что созданные войска внутренней береговой охраны, базировавшиеся в морской крепости Свеаборг.
Предполагалось, что война будет выиграна неожиданным нападением на Санкт-Петербург силами шведских Королевского и Армейского (шхерного) флотов. Последний представлял собой первоклассный речной военный флот, предназначенный для береговых десантных операций в Балтийском бассейне и являвшийся элитой шведских вооружённых сил конца XVIII века. Однако после Гогландского сражения 17 июля 1788 года, окончившегося тактической ничьей, но стратегическим поражением для Швеции, Россия перехватила военную инициативу, что привело к росту политического напряжения в Швеции, и только риксдаг 1789 года упрочил положение короля.

## Сражение
Попытка штурма Выборга, предпринятая шведами в июне 1790 года, не увенчалась успехом: 4 июля 1790 года шведский флот, блокированный русскими кораблями в Выборгском заливе, вырвался из окружения ценой значительных потерь. Отведя галерный флот к Роченсальму (основной состав парусных боевых кораблей, уцелевших при прорыве выборгской блокады, ушёл на ремонт в Свеаборг), Густав III и флаг-капитан подполковник Карл Олаф Кронстедт начали подготовку к предполагаемой атаке русских. 6 июля были сделаны окончательные распоряжения об организации обороны. На рассвете 9 июля 1790 года, ввиду приближающихся русских кораблей, был отдан приказ к началу сражения.
В отличие от первого Роченсальмского сражения, русские решили прорываться на шведский рейд с одной стороны Роченсальмского пролива. Начальник русского гребного флота в Финском заливе вице-адмирал Карл Нассау-Зиген подошёл к Роченсальму в 2 часа ночи и в 9 часов утра, без предварительной разведки, начал бой — вероятно, он и его офицеры желали сделать подарок императрице Екатерине II ко дню восшествия на престол. С самого начала битвы её ход оказался благоприятным для шведского флота, закрепившегося на роченсальмском рейде мощным Г-образным якорным строем — несмотря на значительное превосходство русских в личном составе и корабельной артиллерии. В первый день сражения русские корабли атаковали южный фланг шведов, но были отброшены ураганным ветром и обстреляны с берега шведскими береговыми батареями, а также стоявшими на якоре шведскими галерами и канонерскими лодками.
Затем шведы, умело маневрируя, переместили канонерские лодки на левый фланг и смешали строй русских галер. В ходе панического отступления большинство русских галер, а вслед за ними фрегатов и шебек было разбито штормовыми волнами, затонуло или опрокинулось. Несколько русских парусных кораблей, вставших на якорь на боевых позициях, было взято на абордаж, захвачено в плен или сожжено.
Утром следующего дня шведы закрепили своё преимущество новой успешной атакой. Остатки русского флота были окончательно отогнаны от Роченсальма.
Потери российской стороны в сражении составили около 7400 (из 18 500) человек убитыми, ранеными или захваченными в плен. Было потоплено, сожжено или взято на абордаж 64 русских корабля, треть из них — 22 боевых корабля, в том числе флагманский корабль Нассау-Зигена «Катарина» — захвачена в качестве трофея. Шведские потери составили 4—6 потопленных кораблей и около 300 человек убитыми и ранеными.
В сражении, ставшем крупнейшим в истории сражением на Балтийском море, с обеих сторон было задействовано до 500 кораблей (включая транспортные суда, а также корабли, не принимавшие прямого участия в сражении), около 30 000 человек и несколько тысяч корабельных орудий. Вторая битва при Роченсальме стоила российской стороне около 40 % балтийского флота береговой обороны. Сражение считается одной из крупнейших военно-морских операций (в отношении количества задействованных судов) во всей военно-морской истории; большее количество боевых кораблей — если не принимать в расчёт данные античных источников о битвах при острове Саламин и мысе Экном — приняло участие только в сражении в заливе Лейте 23—26 октября 1944 года.

## Последствия
Катастрофическое поражение русского флота во втором Роченсальмском сражении повысило престиж короля Швеции. Он получил возможность начать мирные переговоры, и его авторитет в глазах подданных ещё более укрепился после подписания Верельского мирного договора от 14 августа 1790 года. В соответствии с договором ни одна из сторон, участвовавших в войне, не приобретала каких-либо дополнительных территорий.
Хотя Густав считал, что победил благодаря избытку легкомыслия Нассау-Зигена, командовавшего русским галерным флотом, сам Нассау-Зиген признавался, что всегда мечтал служить под начальством Густава — по его мнению, достойного «встать во главе всех государей».
По окончании войны со Швецией Россия приступила к массированной фортификации восточного берега реки Кюмень (Кюмийоки), в 1743—1809 годах служившей естественной границей между Россией и Швецией. Позднее на месте возведённых в этом месте русских оборонительных сооружений — морского форта Слава и наземной крепости Кюменегород — возник финский портовый город Котка.

## «Святой Николай»
Одним из кораблей, потопленных в ходе сражения, стал русский гребной фрегат «Святой Николай». В 1948 году хорошо сохранившийся корпус фрегата был обнаружен на дне Финского залива на глубине 16 м близ Котки. В 1975 году финские водолазы с борта корабля подняли большое количество оружия, а также останки русских моряков, позднее захороненных на православном кладбище Котки, у стен православной церкви Святого Николая. Поднятые с затонувшего фрегата ростр и пушки находятся в экспозиции Морского музея Финляндии в городе Котка. До настоящего времени водолазы, исследовавшие корпус судна, извлекли из него около 2300 исторически ценных предметов.